# Conioscypha hoehnelii
Conioscypha hoehnelii är en svampart som beskrevs av P.M. Kirk 1984. Conioscypha hoehnelii ingår i släktet Conioscypha, ordningen Sordariales, klassen Sordariomycetes, divisionen sporsäcksvampar och riket svampar.   Inga underarter finns listade i Catalogue of Life.